# Songs for Tibet: The Art of Peace
Songs for Tibet: The Art of Peace (română Cântece pentru Tibet: Arta păcii) este o compilație la care au contribuit mai mulți muzicieni din întreaga lume, din țări precum Statele Unite, Anglia, Canada și Africa de Sud. Printre artiști se numără  Sting, Garbage, Rush, Suzanne Vega, Jonatha Brooke și Alanis Morissette. Albumul sprijină Tibetul, promovează pacea, drepturile omului, printre care libertatea de exprimare și libertate religioasă, al 14-lea Dalai Lama, Tenzin Gyatso. Songs for Tibet este un proiect finanțat de Art of Peace Foundation din Washington, DC. Directorul executiv al acestei fundații, Michael Wohl, este producătorul executiv al albumului. Producătorul Rupert Hine s-a ocupat de direcția muzicală a proiectului.
Songs for Tibet s-a poziționat pe primul loc în clasamentul albumelor rock ale iTunes din Statele Unite, Franța, Canada, Italia și Olanda. După ce acest album a devenit un hit, China a blocat accesul cetățenilor ei la site.

## Piesele de pe album
| Primul disc |                                              |                       |                                    |         |  |
| Nr.         | Titlu                                        | Autor(i)              | Interpret                          | Lungime |  |
| 1.          | „Hide & Seek 2”                              | Heap                  | Imogen Heap                        | 4:08    |  |
| 2.          | „Send Your Love” (Art of Peace mix)          | Sting                 | Sting                              | 4:47    |  |
| 3.          | „Versions of Violence” (înregistrat în Köln) | Morissette, Sigsworth | Alanis Morissette                  | 4:17    |  |
| 4.          | „Belief”                                     | Mayer                 | John Mayer                         | 3:44    |  |
| 5.          | „Better” (piano și voce)                     | Spektor               | Regina Spektor                     | 3:08    |  |
| 6.          | „We Are All Made of Stars” (2008)            | Moby                  | Moby                               | 4:04    |  |
| 7.          | „Making Noise”                               |                       | Damien Rice & The Cheshire Project | 4:05    |  |
| 8.          | „More Than This” (Campfire take)             | Carlton               | Vanessa Carlton                    | 4:49    |  |
| 9.          | „Nothing Fades” (varianta Kosen Rufu)        | Sheik                 | Duncan Sheik                       | 4:28    |  |
| 10.         | „Where Are You Going” (live în Copenhaga)    | Matthews              | Dave Matthews & Tim Reynolds       | 4:03    |  |

| Discul al doilea |                                            |                                  |                     |         |  |
| Nr.              | Titlu                                      | Autor(i)                         | Performer           | Lungime |  |
| 1.               | „Song of Sand” (Varianta Great City)       | Vega                             | Suzanne Vega        | 3:09    |  |
| 2.               | „All the Good in This Life”                | Garbage                          | Garbage             | 4:20    |  |
| 3.               | „Hope” (live for The Art of Peace)         | Alex Lifeson                     | Rush                | 2:23    |  |
| 4.               | „Madonna on the Curb” (Peace mix)          |                                  | Jonatha Brooke      | 3:33    |  |
| 5.               | „In These Times” (The Concord mix)         |                                  | Joan Armatrading    | 3:10    |  |
| 6.               | „All My Mistakes”                          | Jeff Cohen, Alex Ejsmont, Teitur | Teitur feat. Tarira | 3:58    |  |
| 7.               | „Alive in the World”                       | Browne                           | Jackson Browne      | 4:11    |  |
| 8.               | „Better Way” (live în Six-Fours-Les-Plage) | Harper                           | Ben Harper          | 5:00    |  |
| 9.               | „The Heart of the Matter” (Underlying mix) | Hine                             | Rupert Hine         | 5:04    |  |
| 10.              | „To Heal (And Restore Broken Bodies)”      | Karl Hyde, Rick Smith            | Underworld          | 4:58    |  |